# Porto Seguro
Porto Seguro város Brazíliában, Bahia államban. Lakosainak száma 168 326 fő (2022). Porto Seguro Santa Cruz Cabrália, Eunápolis, Itabela, Itamaraju és Prado községekkel határos.

## Népesség
A település népességének változása:
| Lakosok száma | 95 721 | 126 929 | 145 431 | 150 658 | 152 529 | 168 326 |
|               | 2000   | 2010    | 2015    | 2020    | 2021    | 2022    |